# 別子飴本舗
株式会社別子飴本舗（べっしあめほんぽ）は、愛媛県新居浜市に本社をおく菓子メーカー。主に別子飴を製造しているが、各種の飴のほか生キャラメルや羊羹なども製造している。

## 沿革
- 1868年（明治元年）に「板屋」の屋号で菓子製造を始めた。1924年（大正13年）に旧満州に移って「正ちゃん飴本舗」を設立。
- 1937年（昭和12年）に帰国の後、翌年に商号を「別子飴本舗」に改め、同時に「別子飴」の登録商標を取得。1952年（昭和27年）に法人化した。
- 1991年（平成3年）から工場見学を開始、年間約8,000人が訪れる。また1996年には工場の隣に手打うどん店を設立した。
- 2016年11月25日から27日まで第7回ニッポンご当地おやつランキング[1]（全国商工会連合会主催）で「生ようかん」が準Vを獲得した[2]。